# Dušanovac (Negotin)
Dušanovac (em cirílico:Душановац) é uma vila da Sérvia localizada no município de Negotin, pertencente ao distrito de Bor, nas regiões de Timočka Krajina e Negotinska Krajina. A sua população era de 882 habitantes segundo o censo de 2002.

## Demografia
| 1948  | 1953  | 1961  | 1971  | 1981  | 1991  | 2002 |
| ----- | ----- | ----- | ----- | ----- | ----- | ---- |
| 2 510 | 2 515 | 2 476 | 2 408 | 2 512 | 2 320 | 882  |